# 尼克·強森 (籃球運動員)
尼古拉斯·亞歷山大·莊臣（英語：Nicholas  Alexander Johnson，1992年12月22日—）為美國男子籃球運動員，司職控球後衛或得分後衛。

## 高中生涯
莊臣曾經就讀兩間高中，2007年至2009年間他就讀吉爾伯特的Highland High School，2009年，他轉校到內華達州亨德森市的Findlay Prep。在2009-10賽季，他曾經帶領球隊取得32助2負的佳績。
2010年11月，莊臣宣佈將會加入亞利桑那大學。當年他在全國高中生排名中排第40，得分後衛中排名第8。

## 大學生涯
莊臣大學生涯的第一年被選入Pac-12 新人第一隊，當季他場均8.9分、3.3個籃板和2.4個抄截。
第二年他場均11.5分、3.6個籃板、3.2個助攻和1.9個抄截。
第三年被獲選為Pac-12防守第一隊和Pac-12最佳第一隊，更獲選為Pac-12年度最佳球員。當季他場均16.3分、4.1個籃板、2.8個助攻和1.1個抄截。
2014年4月15日，莊臣宣佈參加2014年NBA選秀。

## 職業生涯
莊臣在2014年NBA選秀中被侯斯頓火箭以第42順位選中。
2014年7月25日，莊臣正式與火箭簽約。
莊臣的新秀賽季被沒有得到太多上陣時間，大部分時間都被下放到NBA發展聯盟的里奧格蘭德山谷毒蛇，唯一亮點是在2014年12月5日作客明尼蘇達木狼的賽事中為火箭貢獻了一記絕殺。
2022-23賽季莊臣效力中国男子篮球职业联赛北京鸭。
2023年11月莊臣加盟霍隆夏普爾。2024年2月莊臣加盟紹萊。

## 個人生活
莊臣的叔父是NBA已故名宿丹尼斯·约翰逊。